# 広島県道41号五日市筒賀線
広島県道41号五日市筒賀線（ひろしまけんどう41ごう いつかいちつつがせん）は、広島県広島市佐伯区から広島県山県郡安芸太田町を結ぶ県道（主要地方道）である。

## 概要

### 路線データ
- 起点：広島県広島市佐伯区隅の浜2丁目（海老橋西詰交差点、国道2号交点）
- 終点：広島県山県郡安芸太田町上筒賀（国道186号（国道434号重複）交点）
- 総延長：約22.1 km

### 通称
三和橋南詰交差点から湯来出張所前交差点までの区間を「湯来・湯の山温泉街道」と呼ぶ。

## 歴史
- 1993年（平成5年）5月11日 - 建設省から、県道五日市筒賀線が五日市筒賀線として主要地方道に指定される[1]。

## 路線状況

### 重複区間
- 国道433号（広島市佐伯区五日市町下河内 - 広島市佐伯区湯来町和田・湯来出張所前交差点）
- 国道488号（広島市佐伯区五日市町下河内 - 広島市佐伯区湯来町多田）
- 広島県道77号久地伏谷線（広島市佐伯区湯来町葛原 - 広島市佐伯区湯来町伏谷・川角交差点）

## 地理

### 通過する自治体
- 広島市（佐伯区）
- 山県郡安芸太田町

### 交差する道路
| 交差する道路                                                       | 市町村名 | 市町村名   | 交差する場所             | 交差する場所              |
| ------------------------------------------------------------------ | -------- | ---------- | ------------------------ | ------------------------- |
| 国道2号 / 宮島街道                                                 | 広島市   | 佐伯区     | 隅の浜2丁目              | 海老橋西詰交差点 / 起点   |
| 国道2号 / 西広島パイパス                                           | 広島市   | 佐伯区     | 五日市中央6丁目          | 波出石交差点 五日市ランプ |
| 国道433号 重複区間起点 国道488号 重複区間起点                      | 広島市   | 佐伯区     | 五日市町下河内           |                           |
| 広島県道77号久地伏谷線 重複区間起点                                | 広島市   | 佐伯区     | 湯来町葛原（つづらはら） |                           |
| 広島県道292号川角佐伯線                                            | 広島市   | 佐伯区     | 湯来町伏谷（ふしだに）   | 新川角橋北詰交差点        |
| 広島県道77号久地伏谷線 重複区間終点 広島県道292号川角佐伯線 / 旧道 | 広島市   | 佐伯区     | 湯来町伏谷               | 川角（かわすみ）交差点    |
| 国道433号 重複区間終点                                             | 広島市   | 佐伯区     | 湯来町和田               | 湯来出張所前交差点        |
| 国道488号 / 湯来バイパス                                           | 広島市   | 佐伯区     | 湯来町多田               |                           |
| 国道488号 重複区間終点                                             | 広島市   | 佐伯区     | 湯来町多田               |                           |
| 国道186号 国道434号 重複                                           | 山県郡   | 安芸太田町 | 上筒賀                   | 終点                      |